# Белев дол
Белев дол е село в Южна България. То се намира в община Смолян, област Смолян.

## География
Село Белев дол се намира в планински район.

## Културни и природни забележителности
В това село най-голямата забележителност е неговата природа.